# Hans Mortelmans
Hans Mortelmans (Lier 1970) is een Belgisch zanger, accordeonist en gitarist. Hij is het bekendst van het in 2005 opgerichte kwartet dat zijn naam draagt, en dat muziek speelt die is geïnspireerd door Django Reinhardt en Georges Brassens. Mortelmans zingt in het Antwerps dialect.
In 2012 bracht Mortelmans op Brosella met Jokke Schreurs, Marc Lelangue en Koen De Cauter een muzikale hommage aan Reinhardt.

## Discografie
Met de Hans Mortelmans Groep:
- Op Vlinderjacht: Georges Brassens volgens Hans Mortelmans, deel II (2021)
- integendeel! (2020)
- Cupido zijn kat: Georges Brassens volgens Hans Mortelmans (2019)
- Wandelpaden (2016)
- Zand (2013)
- Parima (2011)
- De wereld was klein (2009)
- Wielen (2007)